# Grenchenbergtunnel

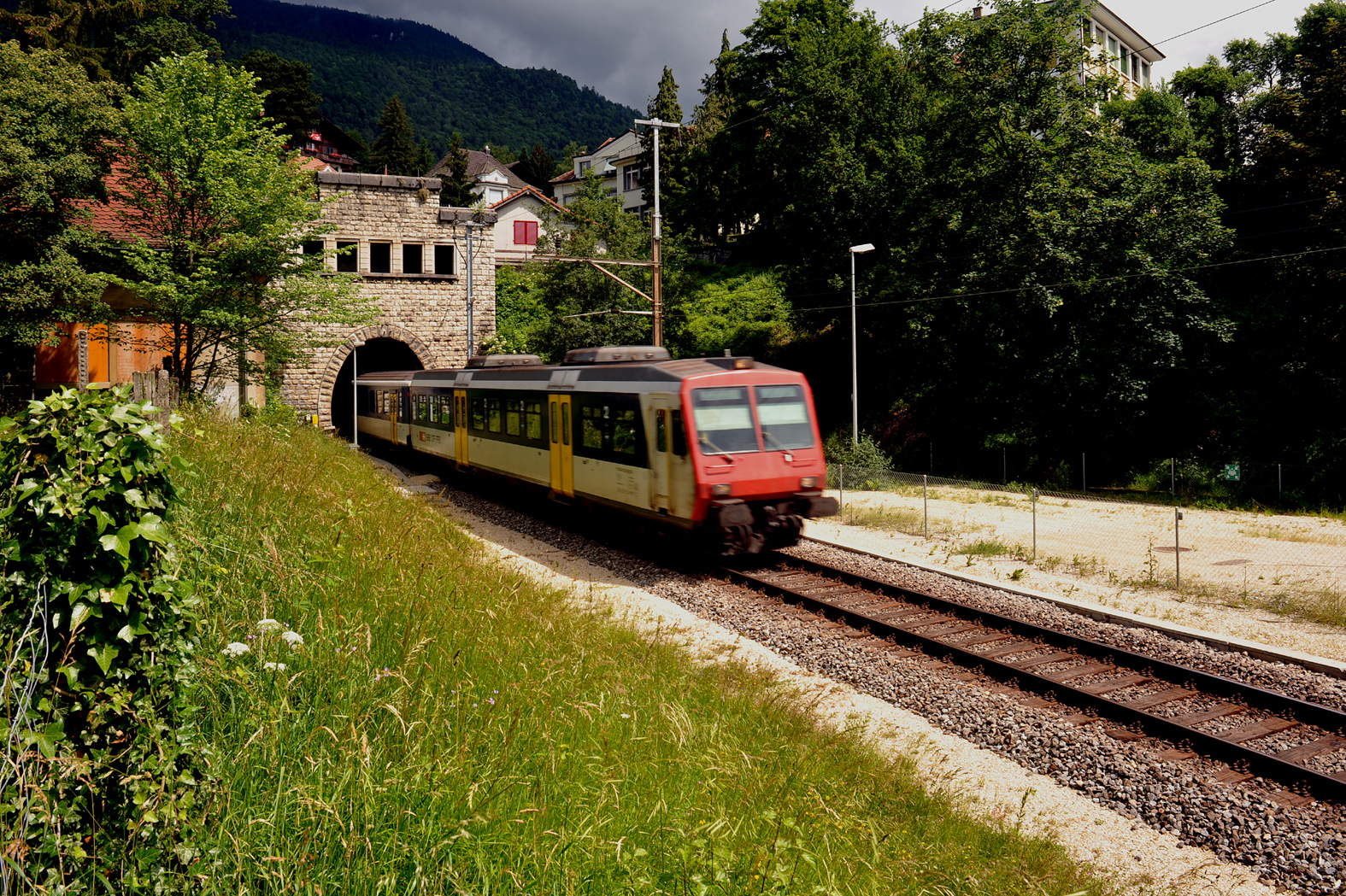
Südportal in Grenchen (2010)

Der Grenchenbergtunnel (französisch Tunnel Moutier–Granges) ist ein 8578 Meter langer einspuriger schweizerischer Eisenbahntunnel der BLS im Zuge der Jurabahnstrecke von Delémont nach Biel. Er unterquert Graitery und Grenchenberg in der Jurasüdfusskette und stellt eine Verbindung zwischen dem Grand Val bei Moutier sowie dem Mittelland bei Grenchen her.
Das nördliche Tunnelportal bei Moutier liegt auf 535 m ü. M. und das Südportal bei Grenchen auf 484 m ü. M. Die Tunnelachse ist abgesehen von 55 Metern am Nordeingang, wo die Achse einen Bogen macht, schnurgerade, steigt ab Moutier für fast 4 km mit 2,5 ‰ leicht an und neigt sich dann in ein Gefälle von 13 ‰. Wegen des verhältnismässig schmalen Lichtraumprofils sind während der Fahrt durch den Grenchenbergtunnel die Tunnelgeräusche ausserordentlich laut.

## Vorgeschichte
Im Jahr 1877 wurde die Jurabahn von Basel/Delle–Delémont–Moutier–Tavannes–Biel fertiggestellt und verband die französische Ostbahn (EST) von Paris mit Bern. Bis vor dem Ersten Weltkrieg war die schwierige und lange Linie sehr unattraktiv für direkte Verbindungen, und der Verkehr von Paris wickelte sich hauptsächlich über die Strecken der Compagnie Paris-Lyon-Méditerranée (PLM) über Pontarlier–Vallorbe–Lausanne und Ambérieu–Genf zum Simplontunnel und weiter in Richtung Italien ab. Als zur Jahrhundertwende der Bau der Lötschbergbahn feststand, fand man die Lösung des langen Anfahrtweges von Delle und Basel nach Bern im Bau einer abgekürzten Tunnelverbindung von Moutier nach Biel. Zum Unwillen der Bundesbahnen erhielt 1909 die Berner Alpenbahn-Gesellschaft Bern–Lötschberg–Simplon (BLS) die Konzession für den Bau und Betrieb der Münster-Lengnau-Bahn (MLB), und ein Staatsvertrag zwischen Frankreich und der Schweiz sicherte die Beteiligung der EST mit 10 Millionen Franken am Bau der 13 Kilometer langen Abkürzungsbahn.

## Bau
Am 26. Oktober 1911 wurde der Bauvertrag mit dem Bauunternehmen Société franco-suisse de construction du chemin de fer Moutier-Longeau, F. Allard, L. Chagnaud, A. Couvreux, J. Dollfuss, V. Prudhomme, L. Wiriot et F. Rothpletz abgeschlossen.
Am 6. November (Südseite) und 7. November (Nordseite) begannen die Bauarbeiten.
Anfänglich erfolgte der Stollenvortrieb mit Handbohrung und später mit Maschinenbohrung. Im Jahr 1913 erschwerte die Geologie den weiteren Ausbruch. Im Februar stiess man auf Grundwasser, von dem sich 250 l/s Wasser in den Tunnel ergossen. Noch schlimmer war es im März 1913 mit 370 l/s Wasser, so dass der Vortrieb ganz eingestellt werden musste. Dem ganzen Dorf Grenchen wurde dadurch das Trink- und Betriebswasser entzogen.
Auch der Ausbruch des Weltkrieges am 1. August 1914 beeinträchtigte die Bauarbeiten. Am 27. Oktober 1914 erfolgte der Durchschlag des Tunnels, am 1. Oktober 1915 konnten er und die ganze Strecke der MLB dem Verkehr übergeben werden.

### Daten

#### Bauablauf
- Beginn der Bauarbeiten in Moutier: Montag, 6. November 1911
- Beginn der Bauarbeiten in Grenchen: Dienstag, 7. November 1911
- Durchstich des Sohlstollens am 24. Oktober 1914, 16.30 Uhr
- Schlusssteinlegung am 24. Juli 1915
- Abnahme des Baus und erster Zug durch den Tunnel am 16. September 1915
- Betriebseröffnung am 1. Oktober 1915

#### Baukosten
- Voranschlag 1912: 26'022'000 Fr.
- Ausgaben bis 1916: 25'718'735.19 Fr.

#### Bau
- Durchschnittlich 1'057 Arbeiter waren im Einsatz und leisteten 531'671 Arbeitertagschichten
- Der Gesamtausbruch betrug rund 350'000 m³
- Es wurden rund 359'000 kg Sprengstoff verbraucht

#### Unfälle
- Total 1'108 Unfälle mit einer Arbeitsunfähigkeit von sechs und mehr Tagen
- Total 12 tödliche Unfälle

## Betrieb
Die Münster-Lengnau-Bahn gehörte von Anfang an der Bern-Lötschberg-Simplon-Bahn (BLS). Sowohl die Anlagen wie auch der Tunnel wurden von ihr betrieben und unterhalten. Der Zugbetrieb hingegen erfolgte immer durch die SBB.
Eine Besonderheit war die bis zur Elektrifizierung (15. Mai 1928) genutzte Tunnelbelüftung. Wegen der giftigen Gase, welche durch den Dampfbetrieb hängen blieben, waren schon bei der Eröffnung der Röhre Lösungen erforderlich. Um über ein vom Wetter gänzlich unabhängiges System zu verfügen, wurde am Südportal ein spezielles Ventilationsgebäude errichtet. Dort waren zwei imposante Ventilatoren mit einem Durchmesser von 3,5 Metern untergebracht, welche, von einem 200 PS starken Elektromotor angetrieben, Frischluft ansogen und ins Tunnelinnere bliesen. Dadurch wurde ein Luftstrom von 3 m/s erzeugt, und der Tunnel erhielt alle 50 Minuten vollständig Frischbelüftung. Damit diese Anlage auch bei widrigsten Luftverhältnissen richtig arbeitete, musste das Südportal mit einem Segeltuch-Vorhang verschlossen werden. Dieses System erforderte eine ständige Wartung, musste der Vorhang doch bei der Annäherung eines Zuges rechtzeitig gehoben und wieder gesenkt werden. Später übernahm eine Signalanlage, welche mit dem Vorhangmechanismus gekoppelt war, die Absicherung.
1940 wurden der Vorhang und die Signalabsicherung entfernt und die Ventilation stillgelegt. Das ehemalige Ventilationsgebäude in Grenchen steht auch heute noch bei der Tunneleinfahrt linkerhand vor dem Südportal.

## Sanierung
In den Jahren 2005 bis 2007 wurde der Tunnel und seine Infrastruktur einer umfassenden Sanierung unterzogen. Neben der Erneuerung der bahntechnischen Anlagen wurden Tunnelgewölbe, Tunnelsohle und die Entwässerung saniert sowie Einrichtungen für Notfälle eingebaut.